# Emile De Lexhy
Emile Arnold Hubert De Lexhy (Momalle, 3 mei 1828 - Brussel, 29 februari 1880) was een Belgisch volksvertegenwoordiger.

## Levensloop
De Lexhy was een zoon van Arnold De Lexhy, die burgemeester was van Momalle en van Saint-Georges-sur-Meuse, en van Marie Massart. Hij trouwde met Fulvie Rigo.
Hij promoveerde tot doctor in de rechten (1854) aan de Universiteit Luik. Van 1854 tot 1867 was hij als advocaat gevestigd in Luik.
Van 1854 tot 1856 was hij provincieraadslid. In 1856 werd hij verkozen tot liberaal volksvertegenwoordiger voor het arrondissement Borgworm en behield dit mandaat tot in 1864. Hij werd het toen ontnomen door François de Borchgrave d'Altena op wie hij het heroverde in 1866 en het ditmaal behield tot aan zijn dood.